# Schalkwijkerbrug (Haarlemmermeer)
De Schalkwijkerbrug of Fietsbrug Cruquius is een kunstwerk over de Ringvaart van de Haarlemmermeerpolder.

## Schalkwijkerbrug
De antiek ogende ophaalbrug werd geopend in het voorjaar van 2004. De brug is voor voetgangers en fietsers toegankelijk en verbindt Schalkwijk in Haarlem met de Cruquius in Haarlemmermeer. De stalen brug wordt gedragen door een betonnen paalfundering en is omgeven door remmingswerk. De brug wordt op afstand bediend, daartoe zijn diverse camera’s opgehangen. De omgeving ligt de Cruquiusbrug, een brede verkeersbrug. 
In Haarlem ligt een gelijknamige brug. Deze ligt in het centrum in de Antoniestraat over de Herensingel.

## Veer
Tussen Cruquius en de overzijde voer een veer vanaf 1869, twintig jaar na de voltooiing van de ringvaart. Voor voetgangers was dat eerst een veredelde roeiboot, later kwam er voor het overzetten van gemotoriseerde verkeer en runderen een trekveer. Het trekveer voer tot circa 1970 heen en weer tussen de Zuid Schalkwijkerweg en de Cruquiusdijk. In 1997 werd de vaart hersteld door een elektrisch fiets- en voetgangerspontje tussen de Zuid Schalkwijkerweg en het Theehuis naast Gemaal De Cruquius. De komst van de Schalkwijkerbrug betekende bijna het eind van het veer "De Stroomboot". Sinds 2004 wordt deze in de vaart gehouden door een stichting (Fietsvervoer Zuid-Schalkwijkerweg - Theehuis Cruquius) en donerende bedrijven, de overvaart is daarbij gratis (gegevens 2019).

## Afbeeldingen

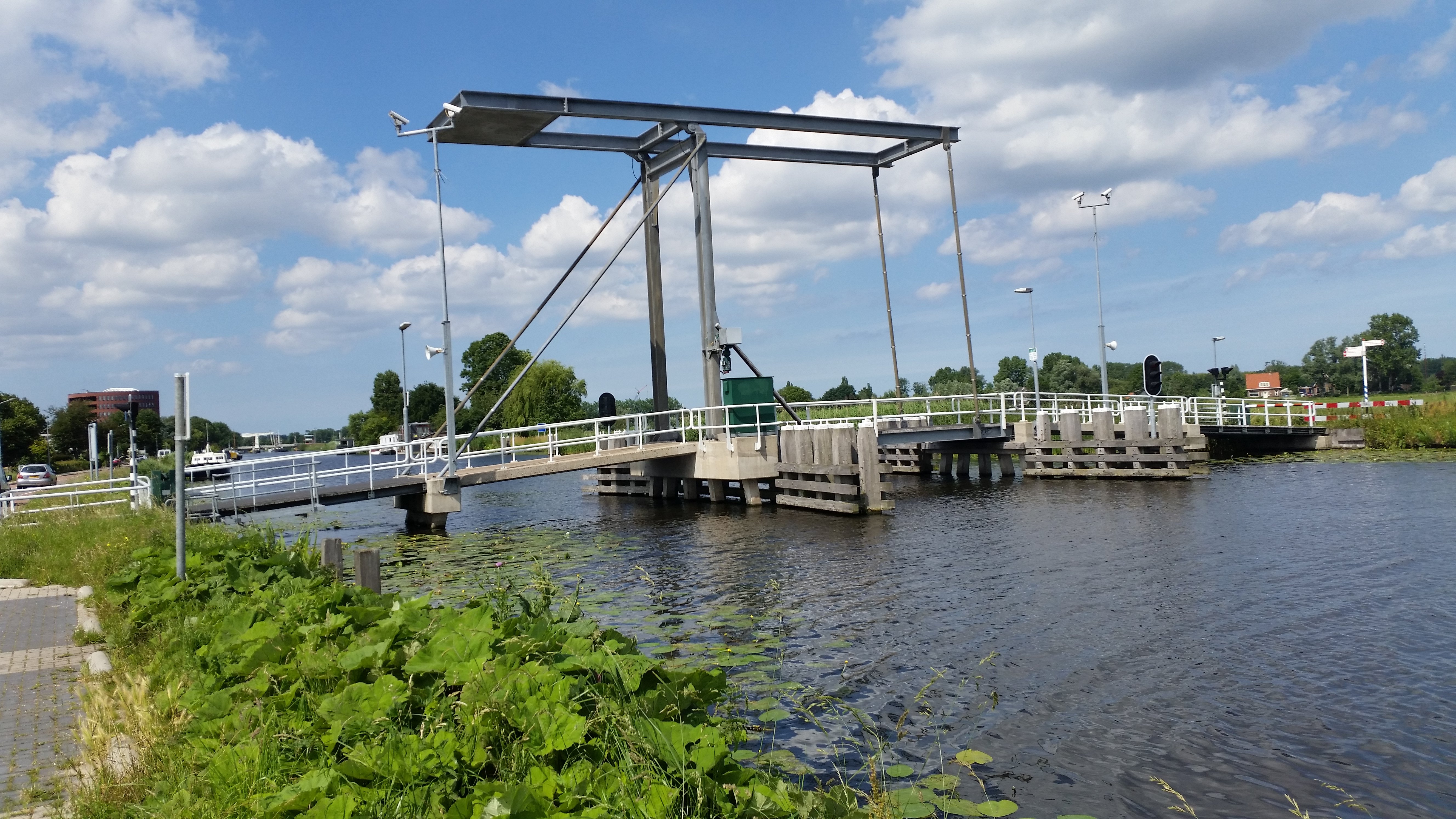
Zijaanzicht van de Schalkwijkerbrug (juni 2019)

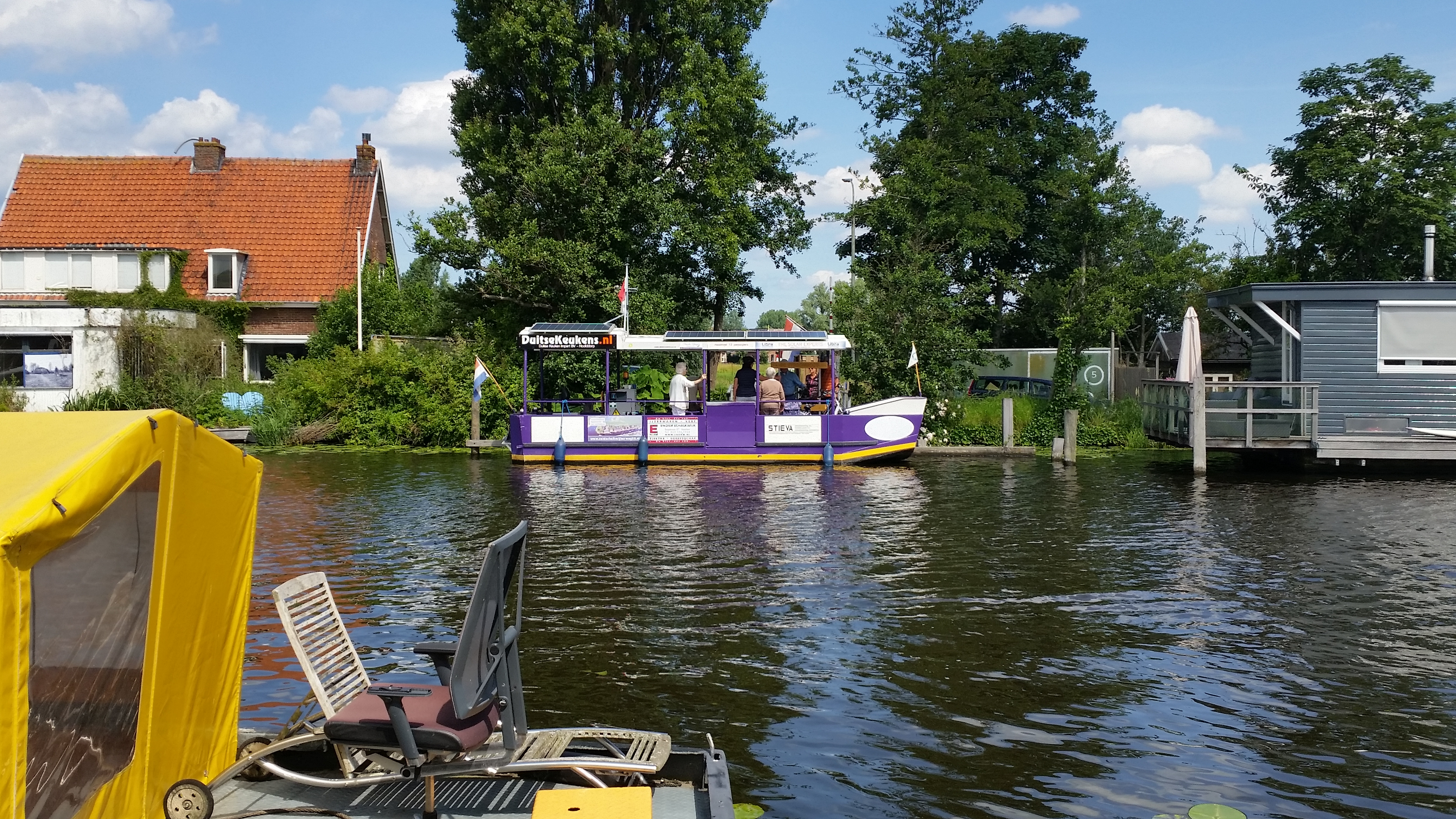
Veer De Stroomboot (juni 2019)